# Турецкая баня (фильм)
«Турецкая баня» (тур. Hamam; итал. Il bagno turco) — турецко-итальянский драматический кинофильм итальянского кинорежиссёра турецкого происхождения Ферзана Озпетека 1996 года.

## Сюжет
Франческо, молодой итальянец, приезжает в Стамбул, чтобы оформить и продать наследство, оставленное ему тётей, которая прожила большую часть жизни в Турции.
Много лет назад тётя купила в центре города хамам и сделала его лучшим в районе. Франческо, первоначально стремившийся быстро продать это наследство и вернуться в Италию, знакомится с людьми, которые были второй семьёй для его тёти, читает старые письма, погружается в атмосферу Стамбула и в решающий момент отказывается подписывать сделку по продаже хамама, который он теперь хочет восстановить. Этот поступок сулит большие неприятности для Франческо, так как на месте хамама влиятельная группа людей собирается строить новый дорогой торговый комплекс.
Помимо прочего Франческо становится дружен с Мехметом. В результате дружба между ними перерастает в любовную связь.

## В ролях
- Алессандро Гассман — Франческо
- Франческа д’Алоя — Марта
- Халиль Эргюн — Осман
- Шериф Сезер — Перран, жена Османа
- Мехмет Гюнсюр — Мехмет, сын Османа
- Башак Кёклюкая — Фюсун, дочь Османа
- Альберто Молинари — Паоло, любовник Марты
- Зозо Толедо — Зозо
- Карло Чекки — Оскар

## Награды и номинации
Фильм «Турецкая баня» стал обладателем трёх «Золотых апельсинов» в 1997 году в номинациях: лучший фильм, лучший режиссёр (Ферзан Озпетек) и лучшая музыка к фильму (Пивио и Альдо Де Скальци).
На Анкарском международном кинофестивале в 1998 году картина победила в трёх номинациях: лучшая женская роль второго плана (Шериф Сезер), самый многообещающий актёр (Мехмет Гюнсюр) и самая многообещающая актриса (Башак Кёклюкая)